# Garo Yepremian

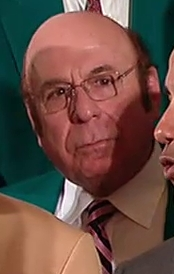
Garo Yepremian 2013

Garo Yepremian é um ex-jogador profissional de futebol americano estadunidense

## Carreira
Garo Yepremian foi campeão da temporada de 1973 da National Football League jogando pelo Miami Dolphins.